# 수동태
수동태(受動態, passive voice) 또는 피동태(被動態)는 언어학에서 말하는 태 중의 하나로, 어떤 문장의 주어가 그 문장의 동사가 나타내는 행위의 피행위자일 경우를 의미한다. 주어가 행위자일 경우인 능동태에서 전환이 가능한 경우가 종종 있다.
많은 언어에서 수동태를 나타내기 위해서는 동사가 특별한 수동형으로 바뀌어야 한다. 다른 조동사나 분사 등의 전혀 다른 문장 성분을 추가로 도입하여 원 동사의 복잡한 어형 변화 없이 수동 동사구를 형성하는 경우를 분석적 수동태(analytic passive voice)라 하며, 원래의 동사에서 다른 성분의 도입 없이 어형 변화를 통해 수동 동사를 형성하는 경우를 종합적 수동태(synthetic passive voice)라 한다. 인도네시아어와 같은 일부 언어는 동사 부분의 추가적 변화 없이 오직 어순의 변화를 통해 수동태를 표현하는 경우도 있는데, 그 경우도 넓은 의미에서 분석적 수동태에 속하는 것으로 간주한다.
인도유럽 조어에는 태가 능동태와 중간태밖에 없었기 때문에, 대부분의 인도유럽어족의 언어에 존재하는 수동태는 인도유럽 조어에 존재하던 중간태가 변해서 이루어진 형식으로 되어 있다. 언어에 따라 수동태와 중간태를 모두 갖고 있는 언어도 있고, 수동태와 중간태 중 어느 한 쪽만 가진 언어도 있다. 

## 언어별 수동태

### 한국어
한국어에서는 수동태 대신 피동태라는 용어를 주로 사용한다. 한국어는 ‘-이-’, ‘-히-’, ‘-리-’, ‘-기-’의 피동 접미사를 붙여 능동사를 피동사로 만든다. 이처럼 형태론적으로 파생된 피동사를 사용한 피동태를 파생적 피동 혹은 단형 피동(짧은 피동)이라고 한다. 통사적 구성 ‘-어 지다’나 ‘-게 되다’를 용언(보조동사)의 어근에 붙여 피동태를 나타내기도 한다. 이를 통사적 피동 혹은 장형 피동(긴 피동)이라고 한다.

### 영어
영어에서 수동태의 예(passive structure)는 다음과 같다.
주어+be동사+과거 분사(+by+주어)
- The window is broken.(현재형, 뒤에 이 동작을 한 사람/사물을 붙이고 싶다면 by+주어로 나타낸다
- The computer is broken.

## 형태론적 도식화
'A'를 행위자, 'P'를 피행위자, '→'를 능동형 동사, '←'를 피동형 동사라고 하면, 일반적인 타동문을 [A → P]와 같이, 일반적인 자동문을 [A →]와 같이 적을 수 있다. 그러면 문의 변형에 대해 세 가지 자질을 정의할 수 있다. 각각 자질 a을 A의 강등, 자질 b을 P의 승격, 자질 c을 동사의 수동화라고 정의하면, 자질의 실현 여부(이하에서 '+'는 실현, '-'는 미실현)에 따라 타동문은 자신을 포함하여 여덟 가지, 자동문은 자신을 포함하여 네 가지의 변이형태를 갖는다. 이를 도식화하면 다음과 같다.
- (1) {-a, -b, -c} : [A → P] , (2) {-a, -b, +c} : [A ← P] , (3) {-a, +b, -c} : [AP →] , (4) {-a, +b, +c} : [AP ←]
- (5) {+a, -b, -c} : [→ P], (6) {+a, -b, +c} : [← P] , (7) {+a, +b, -c} : [P →] , (8) {+a, +b, +c} : [P ←]
- (9) (-a, -c) : [A →], (10) {-a, +c} : [A ←], (11) {+a, -c} : [→], (12) {+a, +c} : [←]

(1)의 경우와 (9)의 경우는 일반적으로 동사가 각각 두 자리, 한 자리 술어가 되는 능동태 문장이며, (8)의 경우는 일반적인 의미에서의 수동태 문장이 된다. 나머지 (2)~(7)과 (10)~(12)의 경우는 각각 특수한 형태의 태를 가지는 구문들인데, 주격 자리에 의미상 두 개의 명사가 나오는 것은 불가능하기 때문에 (3)과 (4)는 간단히 기각이 가능하다. 또한 (2)의 경우, 즉 A가 주격, P가 대격 자리를 유지하면서 동사만 수동형으로 바뀌는 경우나, (10)의 경우, 즉 A가 주격 자리를 유지하면서 동사만 수동형으로 바뀌는 경우는 모두 범언어적으로 존재하지 않는다. 나머지 경우인 (5), (6), (7), (8), (11), (12)의 경우는 모두 실제의 언어들 중에서 발견 가능한 문장 형식이다.
또한, 재귀수동을 고려하기 위해 's'를 재귀사로 놓으면, 일반적인 재귀 구문은 [A → s] 형식이다. s의 경우 정의상 승격될 수 없기 때문에, 문의 변형에 적용 가능한 자질은 이 경우에도 a와 c의 둘뿐이다. 이에 대해 가능한 네 가지 조합을 나열하면 다음과 같다.
- (13) (-a, -c) : [A → s], (14) {-a, +c} : [A ← s], (15) {+a, -c} : [→ s], (16) {+a, +c} : [← s]

이 경우에 (14)와 (16)은 발견되지 않으며, 발견되는 것은 (13)과 (15)뿐이다. 이제 위에서 논한 바와 같이, (5), (6), (7), (8), (11), (12), (13), (15)의 문장 형식에 대하여, 이것들을 형태론적으로 일반적인 의미의 수동태로서 간주할 수 있다.

### 수동화의 조건
형태적 의미에서, 위의 분류법을 이용해 정상적인 수동화가 이루어지기 위한 문장 변형의 조건을 정리하면 다음과 같다.
1. A의 강등 없이 P의 승격은 없다.
2. A의 강등 없이 동사의 수동화는 없다.

### 수동성 위계
위에서 형태론적 변이로서 수동태를 고찰할 때 고려했던 실현되는 세 자질을, 실현되었을 때의 수동성을 더 크게 만드는 것으로 간주되는 순으로 나열하면 b > c > a 와 같다. 따라서, 각각 타동문, 자동문, 재귀문에서 변형되는 수동의 경우들에 대해 수동성의 정도를 나타내는 수동성 위계(passivity hierarchy) 혹은 피동성 위계를 다음과 같이 작성할 수 있다.
- 타동문 : [P ←] > [P →] > [← P] > [→ P]
- 자동문 : [←] > [→]
- 재귀문 : [→ s] > [A → s]

### 형식적 분류
위에서 논한 형태론적 수동태들을 형식적으로 분류할 수 있다. 먼저 문장에 주어가 나타나는 경우인 (7), (8), (13)은 인칭수동 유형이라 하며, 나머지 경우인 (5), (6), (11), (12), (15)는 비인칭수동 유형이라 한다. 종종 게르만어에서 (8)은 중간태(middle voice) 유형이라고도 불린다. 재귀사가 문 내에 존재하는 (13), (15)는 재귀수동 유형이다. 스페인어 등의 일부 로망스어에서 재귀수동의 몇몇 실현태는 중간수동태(medio-passive voice)라고도 불린다.

## 같이 보기
- 태
- 능동태
- 반수동태
- 반사역 구문

## 참고 문헌
- 윤병달, 『언어와 의미』, 도서출판 동인, 2009, 311-327쪽.